# 乔恩·斯文森
乔恩·霍华德·斯文森（英語：Jon Howard Svendsen，1953年10月26日—），美国男子水球运动员。他曾代表美国国家队参加1984年夏季奥林匹克运动会水球比赛，结果获得一枚银牌。